# Rhamphadoretus suillus
Rhamphadoretus suillus är en skalbaggsart som beskrevs av Gilbert John Arrow 1917. Rhamphadoretus suillus ingår i släktet Rhamphadoretus och familjen Rutelidae. Inga underarter finns listade i Catalogue of Life.